# Ivan Huml
Ivan Huml (* 6. September 1981 in Kladno, Tschechoslowakei) ist ein ehemaliger tschechischer Eishockeyspieler, der mit Kärpät Oulu zweimal finnischer Meister wurde.

## Karriere
Huml begann seine Karriere im Nachwuchs des HC Velvana Kladno, bevor er 1998 in die British Columbia Hockey League, einer kanadischen Juniorenliga, zu Langley Thunder wechselte. Beim CHL Import Draft 1999 wurde er von den Erie Otters an insgesamt 59. Position gedraftet. Da er von den Otters nicht unter Vertrag genommen wurde, stand er ein Jahr später erneut zur Auswahl und wurde als Top-Draftpick von den Foreurs de Val-d’Or gezogen. Während des NHL Entry Draft 2000 wurde er von den Boston Bruins als insgesamt 59. Spieler ausgewählt, so kamen die Foreurs nicht zum Zuge. Ab 2000 ging er für das Farmteam der Boston Bruins, die Providence Bruins aufs Eis und debütierte am 5. Dezember 2001 für Boston in der National Hockey League. Insgesamt absolvierte er 49 NHL-Partien in seiner Karriere, in denen er sechs Tore und zwölf Assists erzielte. Während des Lockouts in der Spielzeit 2004/05 spielte Huml aufgrund einer Verletzung nur vier Partien in seiner Heimat beim HC Rabat Kladno. Über den finnischen Erstligisten TPS Turku kam er 2006 zum Mora IK, für den er bis zum Sommer 2008 in der Elitserien spielte.
Ab Sommer 2008 stand er beim tschechischen Erstligisten HC České Budějovice unter Vertrag, für den er in der Extraliga und der Champions Hockey League spielte. Die Saison 2009/10 begann er noch in České Budějovice, wechselte aber im Oktober 2009 innerhalb der Liga zum HC Kometa Brno. Dieser verlieh ihn im Januar 2011 an Kärpät Oulu aus der SM-liiga, ehe er zur Saison 2011/12 fest zu den Finnen wechselte. 2014 und 2015 wurde er mit dem Klub finnischer Meister.
Im Juni 2016 kehrte er nach Tschechien zurück, als er einen Vertrag bei den Piráti Chomutov unterschrieb. Nach drei Jahren in Chomutov ließ er 2019/20 seine Karriere beim drittklassigen HC Řisuty ausklingen.

### International
1999 nahm Ivan Huml mit der U18-Auswahl Tschechiens an der U18-Weltmeisterschaft teil. Für die Herrenauswahl debütierte er am 7. November 2006 bei einem Testspiel gegen Schweden und absolvierte seither 21 Länderspiele, in denen er zwei Tore erzielte.

## Erfolge und Auszeichnungen
- 2014 Finnischer Meister mit Kärpät Oulu
- 2014 Meiste Torvorlagen der SM-liiga
- 2015 Finnischer Meister mit Kärpät Oulu
- 2017 Playoff-Topscorer der Extraliga

## Karrierestatistik
KV Kvalserien: Aufstiegs- bzw. Abstiegsrelegation zwischen Elitserien und HockeyAllsvenskan

(Legende zur Spielerstatistik: Sp oder GP = absolvierte Spiele; T oder G = erzielte Tore; V oder A = erzielte Assists; Pkt oder Pts = erzielte Scorerpunkte; SM oder PIM = erhaltene Strafminuten; +/− = Plus/Minus-Bilanz; PP = erzielte Überzahltore; SH = erzielte Unterzahltore; GW = erzielte Siegtore; 1 Play-downs/Relegation; Kursiv: Statistik nicht vollständig)